# 任祐成
任祐成（英語：Teddy Jen，1993年8月23日—），台灣男演員，畢業於中國文化大學，2017年因演出《著魔》中的邵逸辰，在網路上已有150多萬次的觀看次數，男男CP紅到海外，因而不只泰國方面有意邀請他們辦見面會，日本版權也已經售出。2017~2018加入週三愛玩客主持群。

## 演藝經歷
任祐成16歲就開始接觸模特兒工作。因为姊姊學服裝設計，人生第一場走秀就是姊姊的秀。2010年曾因模仿阿ken上新聞，也曾於伊林娛樂擔任模特兒。2013~2014年曾以任威的藝名參與超級接班人2，加入最後的冠軍團體Uni4M，但後因身體問題退賽。2015曾參加華流之星培訓兩年。2017年演出《著魔》。2017年6月大學畢業，曾在Alphabet公司實習。2017年~2018年加入週三愛玩客主持群。

## 演出作品

### 網路劇
| 年份 | 播出頻道      | 劇名 | 角色   | 合作演員                                     | 備註   |
| 2017 | CHOCO TV 平台 | 著魔 | 邵逸辰 | 何林竣、陳沂、李家慶、張孝承、吳澤煒、王瑩瑩 | 男主角 |

## 主持節目
- 2017/08/16~2018/02/21 週三愛玩客
  - 20180221 第102集 部落開趴 獵蜥蜴敲樹皮是門票？
  - 20180207 第101集 夢幻白雪國度 滑雪非帥即摔？
  - 20180124 第99集 叢林探險 黑夜獵鱷好刺激！
  - 20180110 第98集 重機遊台灣 金牌巧克力藏特產
  - 20180103 第97集 叭噗杯激戰 大海裡的超級英雄！
  - 20171227 第96集 體驗八角哲學 瑞士人生活好愜意
  - 20171220 第95集 驚見食人族？祐成嚇破膽[9]
  - 20171213 第94集 山林遊樂園 玩法無設限
  - 20171206 第93集 首登巴紐 處處藏危險心驚驚？
  - 20171129 第92集 鏢魚有學問 海豬腳超驚奇！
  - 20171115 第91集 蘭嶼勇士行 丁字褲體驗超爆笑
  - 20171108 第90集 李運慶化身騎士 衝向瑞士巔峰！
  - 20171101 第89集 挖掘五漁村 海底火山像螃蟹？
  - 20171025 第88集 保留原始文化 全台首創無菸部落！
  - 20171018 第87集 不同視角看瑞士 世界之最好神！
  - 20171011 第86集 尋找傳說中最cute的微笑守護神？
  - 20170927 第85集 萌動物超療癒 踏上冰河賞美景！
  - 20170920 第84集 寮國補品太驚嚇 運慶超崩潰！
  - 20170906 第82集 勇闖寮國森林 空中飛人好刺激
  - 20170816 第80集 寮國生死一瞬間 捕魚人生活超驚險

- 20170527 資生堂安耐曬發表會 愛玩客特派員[10]

## 個人生活
任祐成日前和《著魔》導演「Adiamond Lee」，以及演員森竣一起直播時，不僅透露自己交了日本男朋友，也大方分享兩人甜蜜的相識過程，更自曝之後打算回台灣登記結婚，儘管有許多跟上直播的粉絲相當震驚，卻也在留言處留下真心祝福；消息曝光後，任祐成在社群媒體發文感謝外界的支持，坦言「其實我一直都很清楚我要的生活是什麼，從來不避諱自己的身份，更幸運的是我也遇到疼愛我的人」。

2022年9月8日，接受三立新聞訪問，證實和日本男友分手。

## 外部連結
- 任祐成臉書粉專 （页面存档备份，存于）
- 任祐成的Instagram帳戶